# Jambi (provincie)
Jambi is een provincie op het Indonesische eiland Sumatra. De hoofdstad van de provincie Jambi draagt dezelfde naam en is een zelfstandige gemeente (kota otonom).
Jambi is onderverdeeld in twee stadsgemeentes en negen regentschappen (kabupaten):
- Jambi (stadsgemeente)
- Sungai Penuh (stadsgemeente)
- Batang Hari
- Bungo
- Kerinci
- Merangin
- Muaro Jambi
- Sarolangun
- Tanjung Jabung Timur
- Tanjung Jabung Barat
- Tebo

## Geschiedenis
Voordat Indonesië door de Nederlanders gekoloniseerd werd, was Jambi onderdeel van Srivijaya, een bloeiend en krachtig koninkrijk. De stad Jambi volgde Palembang na 1025 op als hoofdstad van Srivijaya, na de vernietigende aanvallen van piraten vanuit de regio Chola in Zuid-India op Palembang.
In de vroege tijden van de kolonisatie onderhield het sultanaat van Jambi een bloeiende peperhandel met de Nederlanders, slechts een van de handelspartners van Jambi, waaronder ook de Britten, Chinezen, Arabieren en de Maleisiërs. De handelsrelatie met de Nederlanders kwam tot een eind rond 1770 en er was zestig jaar lang weinig contact.

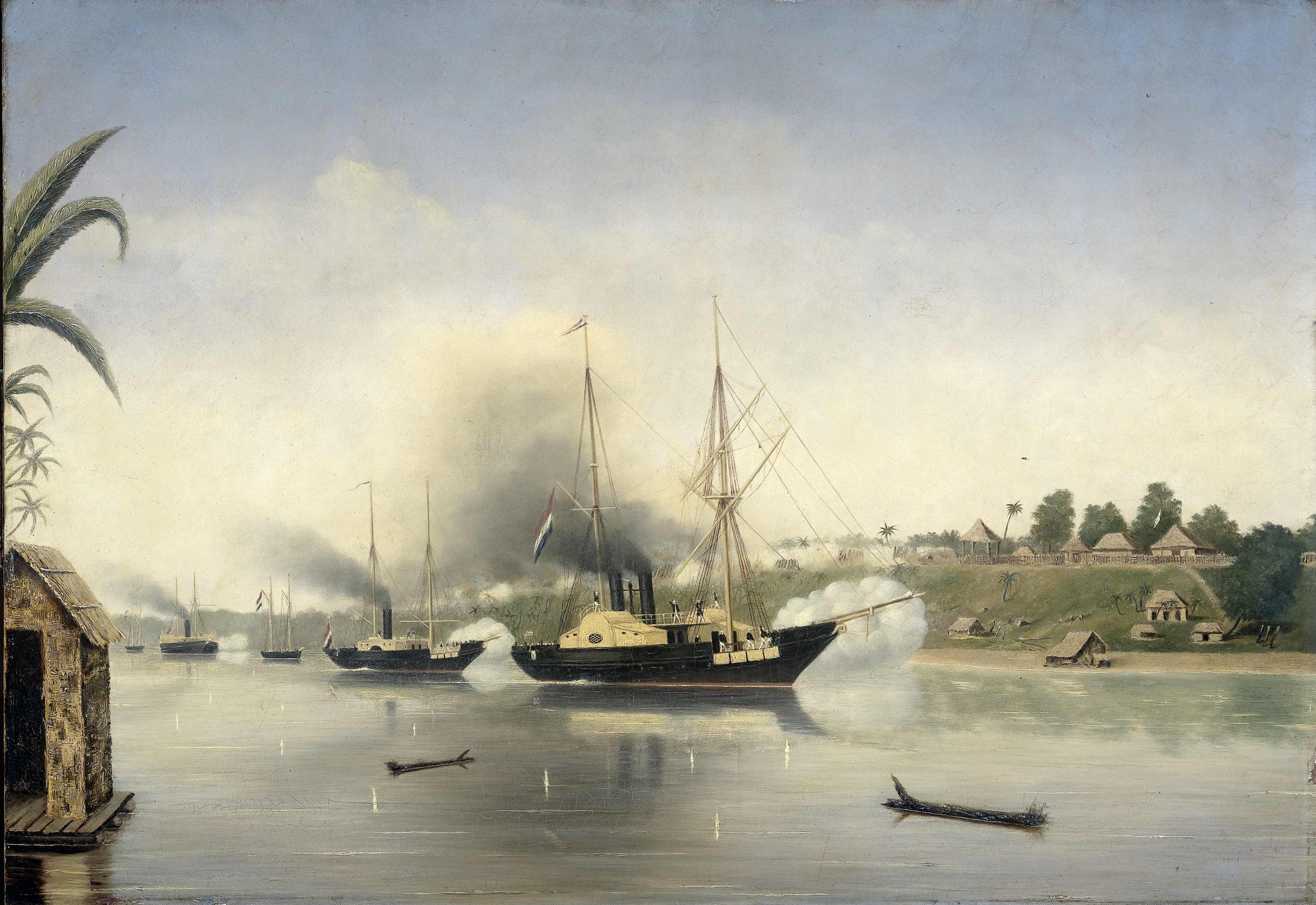
Anoniem. De beschieting van de Kraton van de Sultan van Djambi op 8 september 1858. 1858-1865. Amsterdam, Rijksmuseum.

Na enkele kleine conflicten besloten de Nederlanders, die Palembang al onder controle hadden, in 1833 dat er meer controle uitgeoefend diende te worden over het sultanaat Jambi. Men dwong Sultan Facharudin meer Nederlandse aanwezigheid in de regio toe te laten, hoewel het sultanaat in naam onafhankelijk bleef.
In 1858 besloten de Nederlanders, waarschijnlijk bang voor invloeden van andere kolonisatoren, om Jambi binnen te vallen vanuit Batavia (het huidige Jakarta). Ze ondervonden weinig tegenstand en Sultan Taha vluchtte naar de binnenlanden van Jambi. De Nederlanders stelden een stroman, Nazarudin, aan om het laagland inclusief de hoofdstad te besturen. Voormalig sultan Taha bleef invloed uitoefenen in de binnenlanden en breidde zijn macht langzaam uit richting de hoofdstad door het sluiten van politieke en huwelijksverbonden. In 1904 echter werd Taha gevangengenomen en gedood door Nederlandse soldaten en in 1906 werd de regio als onderdeel van een grotere veroveringscampagne in zijn geheel onder Nederlands koloniaal bewind gesteld.
Op 1 oktober 2009 trof een aardbevingsnaschok deze stad die enige tientallen huizen verwoestte. De nabijgelegen stad Padang was een dag eerder door de hoofdaardbeving verwoest.